# Element încălzitor

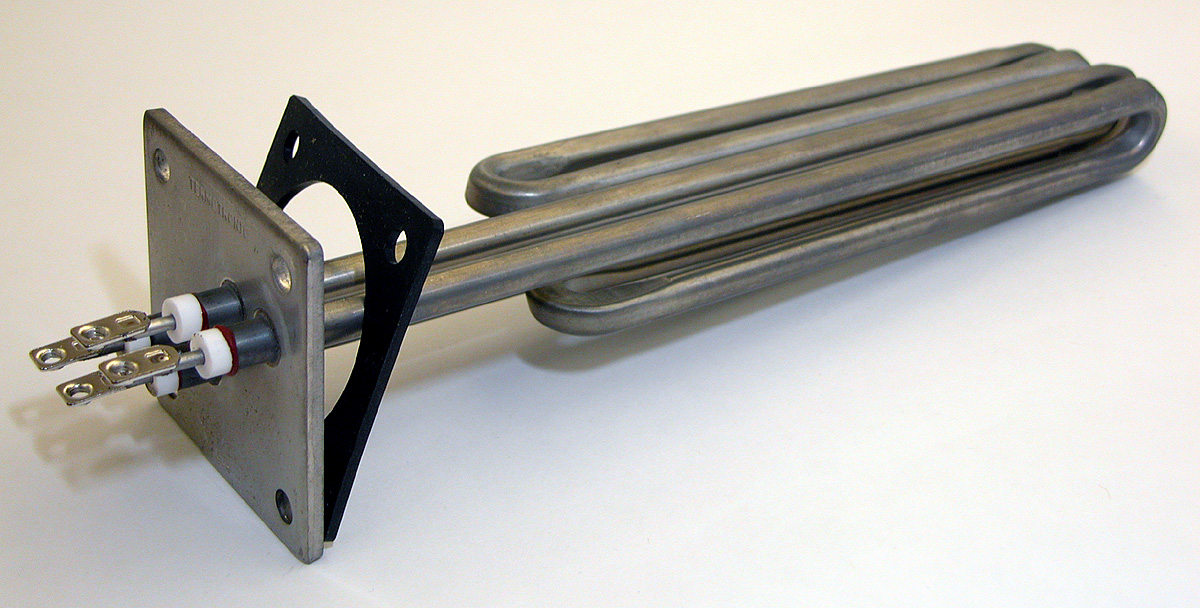
Element încălzitor

Un element încălzitor este un aparat electroîncălzitor sub formă de tuburi metalice, umplute cu izolator electric termoconductor. Prin centrul izolatorului trece un fir electroconductor, din nicrom, de o rezistență electrică anumită pentru transmiterea puterii specifice necesare la suprafața elementului încălzitor.
Elementul încălzitor a fost inventat și patentat în Washington, Statele Unite ale Americii, pe 20 septembrie 1859 de către George B. Simpson.

## Tipuri de elemente încălzitoare
Elementele încălzitoare pot fi de diferite mărimi, cu un diametru ce variază între 6 și 24 mm. În dependență de domeniul utilizării sale, la producerea elementelor încălzitoare se folosesc izolatoare electrice (dielectrici) de calitate diferită, care trebuie să-și păstreze capacitățile sale dielectrice la temperaturi mici, înalte și extrem de înalte.
După configurație elementele încălzitoare pot fi cu două capete sau cu un singur capăt (dacă contactele electrice sunt din două sau dintr-un singur capăt). După formă există elemente monotub, bi/multitub, și element plat. Pe lângă elementele încălzitoare metalice mai există și elemente încălzitoare ceramice.